# 檀れい
檀 れい（だん れい、1971年8月4日 - ）は、日本の女優。元宝塚歌劇団月組・星組トップ娘役。
本名は山崎 まゆみ（やまざき まゆみ）。愛称は「だん」（宝塚歌劇団時代）、「タン・リー」（中国公演時）。
太田プロダクション所属。元夫は歌手・俳優の及川光博。

## 来歴・人物
兵庫県美方郡温泉町（現在の新温泉町）に生まれる。幼稚園時代に学芸会で褒められたことがきっかけで、高校時代にファッション雑誌の読者モデルを経験するなど、人前に立つ仕事に興味を持つようになる。温泉町立温泉中学校、兵庫県立浜坂高等学校を卒業。
1990年、宝塚音楽学校入学。1992年、第78期生として宝塚歌劇団入団。入団時の成績は40番（最下位）。雪組『この恋は雲の涯まで』で初舞台を踏む。
芸名は自身の本名である「まゆみ」と同音の樹木・檀（マユミ）に由来し、「マユミは良くしなるので、マユミのように何でも柔軟な姿勢でどんな役でもこなせるように」と言う意味が込められている。これに中性的な名前の「れい」を付けた。なお、第一希望は真魚渚、第二希望は紫月るなであったが、どちらも他の生徒と苗字が重なったため、諦めた。
1993年に月組に配属後、1997年に雪組に異動。それまで大きな役が付くことはなかったが、1998年『浅茅が宿』新人公演最後となる入団7年目で初めてヒロインに抜擢され、翌年より真琴つばさの相手役として月組トップ娘役に就任。2度の中国公演に参加し「楊貴妃の再来」という最大の賛辞が送られた。北京語でのソロも披露した。
2001年の真琴退団後は専科へ異動となり、外部出演等を経て、2003年には湖月わたるの相手役として、星組トップ娘役に就任。『王家に捧ぐ歌』のアムネリス、『花舞う長安』の楊貴妃などが当たり役となった。2005年、『長崎しぐれ坂』をもって退団した。
退団後は女優として新たなキャリアをスタート。2006年12月に映画『武士の一分』で銀幕デビューを果たす。日本アカデミー賞優秀主演女優賞をはじめ、数々の映画賞を受賞。
2009年6月9日より舞台『ゼブラ』に4姉妹の次女役として出演予定だったが、鉄欠乏性貧血のため降板することとなった。
2010年3月30日より、NHKで放送された『八日目の蝉』で、ドラマ初主演を務めた。
2011年7月27日、歌手・俳優の及川光博と結婚したことを発表したが、2018年11月28日に離婚。2人の間に子供はいない。
2012年、遊佐未森のアルバム『淡雪』に参加。宝塚歌劇団退団後初めてのCDアルバム参加となった。
2015年2月26日、農林水産省の「日本食普及の特別親善大使」に任命される。
2022年6月公開の『太陽とボレロ』で映画初主演。

## 宝塚歌劇団時代の主な舞台

### 初舞台
- 1992年3月26日 - 5月12日、宝塚大劇場雪組公演『この恋は雲の涯まで』
- 1992年7月2日 - 7月29日、東京宝塚劇場雪組公演『この恋は雲の涯まで』

### 組回り
- 1992年6月4日 - 6月28日、東京宝塚劇場花組公演『白扇花集／スパルタカス』
- 1992年12月1日 - 12月25日、東京宝塚劇場花組公演『心の旅路／ファンシー・タッチ』

### 月組時代
- 1993年4月2日 - 5月10日、宝塚大劇場公演『グランドホテル／BROADWAY BOYS』
- 1993年7月2日 - 7月31日、東京宝塚劇場公演『グランドホテル／BROADWAY BOYS』
- 1993年9月17日 - 10月25日、宝塚大劇場公演『花扇抄／扉のこちら／ミリオン・ドリームズ』
- 1994年1月1日 - 2月7日、宝塚大劇場公演『風と共に去りぬ -バトラー編-』
- 1994年4月4日 - 4月27日、東京宝塚劇場公演『風と共に去りぬ -バトラー編-』
- 1994年6月24日 - 8月8日、宝塚大劇場公演『エールの残照／TAKARAZUKA・オーレ!』
- 1994年11月2日 - 11月27日、東京宝塚劇場公演『エールの残照／TAKARAZUKA・オーレ!』
- 1995年2月17日 - 3月27日、宝塚大劇場公演『ハードボイルドエッグ／EXOTICA!』（阪神・淡路大震災のため公演中止）
- 1995年4月22日 - 5月6日、宝塚バウホール公演『結末のかなた』
- 1995年5月25日 - 6月3日、日本青年館大ホール公演『結末のかなた』
- 1995年8月11日 - 9月25日、宝塚大劇場公演『ME AND MY GIRL』
- 1995年10月14日 - 10月29日、宝塚バウホール公演『ある日どこかで -SOMEWHERE IN TIME-』
- 1995年11月2日 - 11月9日、日本青年館大ホール公演『ある日どこかで -SOMEWHERE IN TIME-』
- 1995年12月1日 - 12月26日、東京宝塚劇場公演『ME AND MY GIRL』
- 1996年1月21日 - 2月5日、宝塚バウホール公演『訪問者』
- 1996年2月9日 - 2月13日、日本青年館大ホール公演『訪問者』
- 1996年3月29日 - 5月6日、宝塚大劇場公演『CAN-CAN／マンハッタン不夜城』- 花売りの娘 新人公演・ミミ（本役：夏妃真美）
- 1996年6月7日 - 6月9日、愛知厚生年金会館公演『結末のかなた』
- 1996年7月4日 - 7月30日、東京宝塚劇場公演『CAN-CAN／マンハッタン不夜城』- 花売りの娘 新人公演・ミミ（本役：夏妃真美）
- 1996年8月7日 - 8月14日、日本青年館大ホール公演『銀ちゃんの恋』 - 玉美
- 1996年9月20日 - 11月4日、宝塚大劇場公演『チェーザレ・ボルジア -野望の軌跡-／プレスティージュ』新人公演・カテリーナ・スフォルツァ（本役：夏河ゆら）
- 1996年12月20日 - 1997年2月2日、宝塚大劇場公演『バロンの末裔／グランド・ベル・フォリー』新人公演・シャーロット（トーマスの秘書）（本役：夏河ゆら）
- 1997年2月26日 - 2月27日、 ホテル阪急インターナショナル 真琴つばさディナーショー『加夢音 Come on』
- 1997年3月4日 - 3月5日、 東京パレスホテル 真琴つばさディナーショー『加夢音 Come on』
- 1997年4月4日 - 4月30日、東京宝塚劇場公演『バロンの末裔／グランド・ベル・フォリー』新人公演・シャーロット（トーマスの秘書）（本役：夏河ゆら）
- 1997年6月27日 - 8月4日、宝塚大劇場公演『EL DORADO』 - モルギアーナ 新人公演・スルマ（ワルパの妻）（本役：鈴奈美央）
- 1997年8月23日 - 9月7日、宝塚バウホール公演『FAKE LOVE』 - シモーネ
- 1997年9月11日 - 9月17日、日本青年館大ホール公演『FAKE LOVE』 - 同上
- 1997年9月21日 - 9月23日、愛知厚生年金会館公演『FAKE LOVE』 - 同上

### 雪組時代
- 1997年12月19日 - 1998年2月1日、宝塚大劇場公演『春櫻賦／Let's Jazz 踊る五線譜』-夕顔 新人公演・真銭金（本役：五峰亜季）
- 1998年2月28日 - 3月8日、宝塚バウホール公演『ICARUS』 - クレア・ボーン
- 1998年4月3日 - 4月30日、TAKARAZUKA1000days劇場公演『春櫻賦／Let's Jazz 踊る五線譜』-夕顔 新人公演・真銭金（本役：五峰亜季）
- 1998年5月30日 - 6月21日、全国ツアー『風と共に去りぬ』 - メラニー・ウィルクス
- 1998年8月7日 - 9月14日、宝塚大劇場公演『浅茅が宿／ラヴィール』新人公演・宮木／眞女児（本役：月影瞳）＊新人公演初ヒロイン
- 1998年11月28日 - 12月26日、TAKARAZUKA1000days劇場公演『浅茅が宿／ラヴィール』新人公演・宮木／眞女児（本役：月影瞳）

### 月組トップ娘役時代
- 1999年3月18日 - 4月14日、全国ツアー『うたかたの恋／ミリオン・ドリームズ』- マリー・ヴェッツェラ
- 1999年5月14日 - 6月21日、 宝塚大劇場公演『螺旋のオルフェ／ノバ・ボサ・ノバ』- アデル/ルシル（芝居・二役）、エストレーラ（ショー）
- 1999年5月28日 - 5月29日、TAKARAZUKA1000days劇場 '99TCAスペシャル『ハロー!ワンダフル・タイム』
- 1999年7月14日 - 7月15日、 ホテル阪急インターナショナル 真琴つばさディナーショー『WHO? What. Why!』
- 1999年8月20日 - 9月27日、 TAKARAZUKA1000days劇場公演『螺旋のオルフェ／ノバ・ボサ・ノバ』 - 同上
- 1999年10月28日 - 11月9日、中国公演『夢幻花絵巻／ブラボー!タカラヅカ』
- 1999年11月27日 - 12月19日、全国ツアー『うたかたの恋／ブラボー!タカラヅカ』- マリー・ヴェッツェラ
- 1999年12月23日 - 12月25日、宝塚大劇場『レビュースペシャル'99』
- 2000年2月19日 - 4月3日、宝塚大劇場公演『LUNA-月の伝言-／BLUE MOON BLUE -月明かりの赤い花-』 - アイリーン
- 2000年5月12日 - 6月26日、TAKARAZUKA1000days劇場公演『LUNA-月の伝言-／BLUE MOON BLUE -月明かりの赤い花-』 - 同上
- 2000年8月1日 - 8月21日、博多座公演『LUNA-月の伝言-／BLUE MOON BLUE 月明かりの赤い花』 - 同上
- 2000年9月1日 - 9月2日、宝塚大劇場TCAスペシャル2000『KING OF REVUE』
- 2000年9月26日 - 11月6日、宝塚大劇場公演『ゼンダ城の虜／Jazz Mania -ジャズ・マニア-』 - フラビア姫
- 2000年12月13日、TAKARAZUKA1000days劇場『アデュー・TAKARAZUKA1000days劇場』
- 2001年1月1日 - 2月12日、東京宝塚劇場公演『いますみれ花咲く／愛のソナタ』 - ゾフィ
- 2001年5月18日 - 7月2日、宝塚大劇場公演『愛のソナタ／ESP!』 - 同上
- 2001年6月1日 - 6月2日、宝塚大劇場TCAスペシャル2001『タカラヅカ夢世紀』

### 専科時代
- 2001年9月1日 - 10月28日、芸術座『極楽町一丁目〜嫁姑地獄編〜』（外部出演）
- 2002年4月6日 - 4月16日、日生劇場公演『風と共に去りぬ』 - メラニー（専科・雪組合同公演）
- 2002年4月18日 - 4月29日、日生劇場公演『風と共に去りぬ』 - メラニー（専科・花組合同公演）
- 2002年6月6日 - 6月7日、東京宝塚劇場TCAスペシャル2002『DREAM』
- 2002年9月13日 - 10月2日、中国公演『蝶・恋／サザンクロス・レビュー・イン・チャイナ』 - 霧音（星組公演に特別出演）

### 星組トップ娘役時代
- 2003年4月25日 - 5月18日、全国ツアー『蝶・恋／サザンクロス・レビューIII』 - 霧音
- 2003年6月5日 - 6月6日 、日本青年館大ホールTCAスペシャル2003『ディア・グランド・シアター ―宝塚大劇場10周年の軌跡―』
- 2003年7月11日 - 8月18日、宝塚大劇場公演『王家に捧ぐ歌』 - アムネリス
- 2003年9月19日 - 11月3日、東京宝塚劇場公演『王家に捧ぐ歌』 - 同上
- 2003年12月19日 - 12月30日、シアター・ドラマシティ公演『永遠の祈り－革命に消えたルイ17世－』 - アンヌ
- 2004年1月8日 - 1月11日、宝塚大劇場花組公演『アプローズ・タカラヅカ!―ゴールデン90―』 - 特別出演
- 2004年2月20日 - 3月28日、宝塚大劇場公演『1914／愛／タカラヅカ絢爛－灼熱のカリビアン・ナイト－』 - アデル
- 2004年5月7日 - 6月6日、東京宝塚劇場公演『1914／愛／タカラヅカ絢爛－灼熱のカリビアン・ナイト－』 - 同上
- 2004年7月13日 、日本青年館大ホールTCAスペシャル2004『タカラヅカ90―100年への道―』
- 2004年8月1日 - 8月23日、博多座公演『花舞う長安 -玄宗と楊貴妃-／ロマンチカ宝塚'04』 - 楊貴妃
- 2004年10月1日 - 11月8日、宝塚大劇場公演『花舞う長安 -玄宗と楊貴妃-／ロマンチカ宝塚'04』 - 同上
- 2004年11月26日 - 12月26日、東京宝塚劇場公演『花舞う長安 -玄宗と楊貴妃-／ロマンチカ宝塚'04』 - 同上
- 2005年2月2日 - 2月24日、中日劇場公演『王家に捧ぐ歌』 - アムネリス
- 2005年3月24日 - 3月25日、宝塚ホテル - ミュージックサロン『DAN-ke schön!』
- 2005年3月27日 - 3月28日、東京パレスホテル - ミュージックサロン『DAN-ke schön!』
- 2005年4月29日 - 4月30日、日本青年館大ホールTCAスペシャル2005『ビューティフル・メロディー ビューティフル・ロマンス』
- 2005年5月13日 - 6月30日、宝塚大劇場公演『長崎しぐれ坂／ソウル・オブ・シバ!』 - おしま
- 2005年7月8日 - 8月14日、東京宝塚劇場公演『長崎しぐれ坂／ソウル・オブ・シバ!』 - 同上 ＊退団公演

## 宝塚歌劇団退団後の主な活動

### 舞台
- 2005年10月29日、大阪公演『夜叉が池』（梅田芸術劇場 メインホール） - 百合 役
- 2005年10月31日、東京公演『夜叉が池』（Bunkamuraオーチャードホール） - 同上
- 2006年4月30日、華やぐ男達の舞 舞踊詩劇『智恵子抄』 （北上市文化交流センターさくらホール）
- 2008年6月5日 - 30日、『細雪』 （帝国劇場） - 三女・雪子 役
- 2008年7月30日、『LOVE LETTERS』 （ル・テアトル銀座）
- 2009年6月、『ゼブラ』 （シアタークリエ）※鉄欠乏性貧血により降板。
- 2009年9月1日 - 25日、『細雪』 （御園座） - 三女・雪子 役
- 2009年9月30日 - 11月4日、『細雪』 （全国巡業） - 三女・雪子 役
- 2010年9月11日、『第二十回記念・千舟会』蝶の道行 （国立劇場・大劇場）
- 2012年9月28日 - 10月21日、『ふるあめりかに袖はぬらさじ』（東京・赤坂ACTシアター） - 亀遊 役
- 2013年4月1日、CBGK Premium Stage 『リーディングドラマ「Re:」 Session3』（CBGKシブゲキ!!）
- 2013年11月1日 - 25日、『さらば八月の大地』（新橋演舞場） - 陳美雨 役
- 2016年11月4日 - 27日、『祇園の姉妹』（明治座） - 梅吉 役 [16]
- 2017年5月13日、『リーディングドラマ「シスター」』（CBGKシブゲキ!!）
- 2018年5月6日 - 5月28日、『仮縫』（明治座） - 清家隆子 役
- 2018年9月2日 - 9月26日、『オセロー』（新橋演舞場） - デズデモーナ 役[17]
- 2020年10月19日 - 11月15日、『恋、燃ゆる。〜秋元松代作『おさんの恋』より〜』（明治座） - おさん 役[18][19]
- 2023年3月4日 - 3月28日、『明治座創業150周年記念前月祭 大逆転!大江戸桜誉賑』（明治座）[20] - お琴の方 役[21]
- 2024年11月3日 - 12月1日、『有頂天家族』（新橋演舞場・南座・御園座） - 下鴨桃仙 役[22]
- 2025年9月20日 - 11月24日、『大逆転！戦国武将誉』（明治座・新歌舞伎座） - お濃 役[23][24]

### 映画
- 武士の一分（2006年12月1日、松竹） - 三村加世 役
- 釣りバカ日誌18 ハマちゃんスーさん瀬戸の約束（2007年9月8日、松竹） - 木山珠恵 役
- 母べえ（2008年1月26日、松竹） - 野上久子 役
- 感染列島（2009年1月17日、東宝） - 小林栄子 役
- スノープリンス 禁じられた恋のメロディ（2009年12月12日、松竹） - 有馬きよ 役
- 京都太秦物語（2010年9月18日、松竹） - ナレーション
- 忍たま乱太郎（2011年7月23日、ワーナー・ブラザース映画） - 乱太郎の母 役
- アントキノイノチ（2011年11月19日、松竹） - 岡島あかね 役（友情出演）
- 逆転裁判（2012年2月11日、東宝） - 綾里千尋 役
- ガール（2012年5月26日、東宝） - 光山晴美 役
- いわさきちひろ 〜27歳の旅立ち〜（2012年7月14日、クレストインターナショナル） - いわさきちひろ 役（声の出演）
- ひまわりと子犬の7日間（2013年3月16日、松竹） - 神崎千夏 役（友情出演）
- くじけないで（2013年11月16日、松竹） - 柴田トヨ（34 - 43歳）役
- 利休にたずねよ（2013年12月7日、東映） - 北政所 役
- 四月は君の嘘（2016年9月10日、東宝） - 有馬早希 役[25]
- ママレード・ボーイ（2018年4月27日、ワーナー・ブラザース映画） - 小石川留美 役[26]
- ラプラスの魔女（2018年5月4日、東宝） - 羽原美奈 役[27]
- 累 -かさね-（2018年9月7日、東宝） - 淵透世 役[28]
- 太陽とボレロ（2022年6月3日、東映） - 主演・花村理子 役[15][29]
- 沈黙のパレード（2022年9月16日、東宝） - 新倉留美 役[30]
- レディ加賀（2024年2月9日、アークエンタテインメント） - 樋口春美 役[31]

### ドラマ
- 陽炎の辻〜居眠り磐音 江戸双紙〜（NHK総合）
  - 第1シリーズ（2007年7月19日 - 10月11日） - 吉右衛門の妻 お艶 役
  - 2009年 正月時代劇SP（2009年1月3日） - お絹 役
- 水曜ミステリー9 父からの手紙（2007年12月23日、BSジャパン / 12月26日、テレビ東京） - 主演・阿久津麻美子 役
- あの戦争は何だったのか 日米開戦と東條英機（2008年12月24日、TBSテレビ） - 石井キヨ子 役
- 月曜ゴールデン ドラマ特別企画 そうか、もう君はいないのか（2009年1月12日、TBSテレビ） - 井上紀子 役
- 相棒 season8 第10話（2010年1月1日、テレビ朝日） - 細野唯子 役
- ドラマ10 八日目の蝉（2010年3月30日 - 2010年5月4日、NHK総合） - 主演・野々宮希和子 役
- 宇宙犬作戦（2010年7月9日 - 12月24日、テレビ東京） - 美しすぎる大統領 役 （友情出演）
- 忠臣蔵〜その男、大石内蔵助（2010年12月25日、テレビ朝日） - 阿久里（瑤泉院） 役
- 美しい隣人（2011年1月11日 - 3月15日、関西テレビ・フジテレビ） - 矢野絵里子 役
- 終戦ドラマスペシャル 犬の消えた日（2011年8月12日、日本テレビ） - 松倉静子 役
- 連続ドラマW（WOWOW）
  - 造花の蜜（2011年11月27日 - 12月18日） - 主演・蘭 役
  - プラチナタウン（2012年8月19日 - 9月16日） - 仲里恵里香 役
  - 沈まぬ太陽（2016年5月8日 - 9月25日） - 三井美樹 役[32]
- 大河ドラマ（NHK総合）
  - 平清盛（2012年1月8日 - 12月23日） - 待賢門院 役
  - 麒麟がくる（2020年） - 土田御前 役[33]
- プレミアムよるドラマ ラスト・ディナー 第8夜「永遠の想い」（2013年4月27日、NHK BSプレミアム） - 主演・マリコ 役
- 土曜プレミアム 世にも奇妙な物語'13 春の特別編 「不死身の夫」（2013年5月11日、フジテレビ） - 主演・副島三恵 役[34]
- 福家警部補の挨拶（2014年1月14日 - 3月25日、フジテレビ） - 主演・福家 役[35]
- プレミアムドラマ その日のまえに（2014年3月23日、3月30日、NHK BSプレミアム） - 原田和美 役[36]
- ルーズヴェルト・ゲーム（2014年4月27日 - 6月22日、TBSテレビ） - 仲本有紗 役[37]
- ヒガンバナ〜警視庁捜査七課〜（日本テレビ系） - 峰岸雪乃 役
  - 金曜ロードSHOW! ヒガンバナ〜女たちの犯罪ファイル（2014年10月24日）[38]
  - ヒガンバナ〜警視庁捜査七課〜（2016年1月13日 - 3月16日）[39]
- 赤と黒のゲキジョー 瀬在丸紅子の事件簿（2015年2月6日、フジテレビ） - 主演・瀬在丸紅子 役[40]
- マザー・ゲーム〜彼女たちの階級〜（2015年4月14日 - 6月16日、TBSテレビ） - 小田寺毬絵 役
- 藤沢周平 新ドラマシリーズ「遅いしあわせ」（2015年11月23日、時代劇専門チャンネル） - 主演・おもん 役[41]
- このミステリーがすごい! ベストセラー作家からの挑戦状 「冬、来たる」（2015年11月30日、TBSテレビ） - 主演・智秋 役[42]
- 女性作家ミステリーズ 美しき三つの嘘 第1話「ムーンストーン」（2016年1月4日、フジテレビ） - 私を訪ねる女性 役[43]
- ドラマスペシャル 黒の斜面（2016年1月24日、テレビ朝日） - 主演・辻井圭子 役[44]
- 無用庵隠居修行（2017年9月15日・2025年9月23日〈予定〉、BS朝日・同年12月24日・2023年9月28日、テレビ朝日）[45]） - 奈津 役[46][47][48]
- 三匹のおっさん スペシャル〜正義の味方、史上最大、最後の戦い！…かも？〜（新春ドラマ特別企画）（2018年1月2日、テレビ東京）
- 日経ドラマスペシャル 琥珀の夢（2018年10月5日、テレビ東京）- 鳴江サト 役[49]
- 科捜研の女 SEASON19 第1話（2019年4月18日、テレビ朝日） - 橘つかさ 役
- 日曜プライム・ドラマスペシャル 嫉妬（2020年8月16日、テレビ朝日） - 主演・野口姿津花/志村実里 役[50]
- 月曜プレミア8（テレビ東京）
  - ドンナビアンカ〜刑事 魚住久江〜（2020年10月5日）- 主演･ 魚住久江 役
  - 駐在刑事SP2021（2021年5月24日） - 若宮沙雪 役
- 当確師（2020年12月27日、テレビ朝日）- 黒松幸子 役
- クロステイル 〜探偵教室〜（2022年4月9日 - 5月28日、東海テレビ・フジテレビ） - 新偕理子 役[51]
- ジャパニーズスタイル（2022年10月22日 - 12月24日、テレビ朝日） - 浅月桃代 役[52]
- 天使の耳〜交通警察の夜（2023年3月20日、NHK BS4K / 6月10日・17日、NHK BSプレミアム / 2024年4月2日 - 4月23日、NHK総合） - 斎藤多華子 役[53]
- VIVANT 第2話・第3話・最終話（2023年7月23日・30日・9月17日 、TBSテレビ） - 西岡英子 役[54][55]
- たとえあなたを忘れても（2023年10月22日 - 12月17日、朝日放送テレビ・テレビ朝日） - 青木理佐子 役[56]
- マウンテンドクター（2024年7月8日 - 9月16日、関西テレビ・フジテレビ） - 松澤周子 役[57]
- 磯部磯兵衛物語〜浮世はつらいよ〜（2024年7月12日 - 9月13日、WOWOW） - 母上 役[58][59]

### テレビ番組
- にっぽんの芸能（2011年4月1日 - 2013年3月29日、NHK教育）第1部「花鳥風月堂」 - 女主人・雪乃 役
- 手わざ恋々和美巡り「檀れい 名匠の里紀行」（2011年4月4日 - 2013年9月29日、BS日テレ）
- 檀 れいの詩的ドキュメント「アートと自分に出逢う旅」fromフィラデルフィア（2007年10月19日、26日、11月26日、日本テレビ）
- 世界ウルルン滞在記"ルネサンス"（2007年10月28日、TBS）
- 世界ふれあい街歩きパルマ・デ・マジョルカ 〜スペイン〜（2011年5月4日、NHK BSプレミアム） - ナレーション
- 檀れい名匠の里紀行 手わざ王国ベトナムSP! 〜アジアの美と食のルーツに出会う旅〜（2012年3月17日、BS日テレ）
- 美の最高峰…夢の競演 坂東玉三郎×檀れい（2012年9月8日、TBS）
- ヨーロッパ水風景 -イタリア カプリ島〜アルベロベッロの旅-（2013年3月23日、テレビ東京・3月31日、BSジャパン）
- 東北Z 被災地に届け!希望の環 ～miwaと若者たち 未来への歌～（2015年7月31日、NHK総合・東北地方） - ナレーション
- 仏像ミステリー 運慶とは何者か?（2017年、NHK BSプレミアム）[60]
- 檀れい初めてのスペイン! 魅惑のバスク…美食&絶景物語（2019年1月1日、BS日テレ） - ナビゲーター
- 大人のてれび絵本 いわさきちひろのせかい 第2集「戦火の中の子どもたち」（2019年3月24日、NHK Eテレ）
- 岩合光昭の世界ネコ歩き「モンゴル」ほか（2019年11月1日ほか、NHK BSプレミアム） - ナレーション
- 中国語!ナビ（2024年4月3日 - 、NHK Eテレ） - 生徒

### ラジオ番組
- いすゞ自動車プレゼンツ 檀れい 今日の1ページ（2014年7月1日 - 2024年3月29日、TBSラジオ「生島ヒロシのおはよう一直線」内[61]）

ラジオドラマ
- ぼんくら・日暮らし（2005年10月 - 2006年3月、ABCラジオ） - おふじ 役

### 司会
- 宝塚歌劇『花の道より』400回記念チャリティスペシャシャル「花の道 夢の道 永遠の道」（2005年12月24日）
- 世界1のSHOWタイム〜ギャラを決めるのはアナタ〜（2010年2月1日、日本テレビ）
- 寺田瀧雄メモリアルコンサート〜歌い継がれて〜（2010年7月23日）
- 宝塚歌劇チャリティー・イベント〜小林公平を偲ぶイベント「愛の旋律〜夢の記憶」〜（2011年5月30日）
- 新春桧舞台〜珠玉の芸競演〜（2012年1月2日、NHK総合）
- 宝塚音楽学校創立100周年記念式典（2013年7月17日）

### Web
- Webドラマ Feel at Heal 3Weekly Special!〜すがたの美、こころの美、そして明日の”美”星人たちへ（2008年5月15日、5月22日、5月29日） - ゲスト出演
- Yahooライブトーク（2009年1月15日、Yahoo）

### CM
- ライオン 美容飲料キュプルン「その笑顔」篇（2006年 - 2008年5月）
- サントリー 金麦（2007年6月 - 2019年12月）
- 総合生活企業キノシタグループ 熱帯雨林再生活動 「木下の森」編（2007年）
- 全日空「LIVE/中国/ANA」（2007年 - 2008年2月）
- 日産自動車 ティアナJ32型（2008年 - 2009年5月）
- 資生堂 ベネフィーク（2009年6月 - 2013年4月）
- 近畿日本鉄道 「まわりゃんせ」ほかイメージキャラクター（2012年3月 - 2015年）[62]
- 丸亀製麺（2015年6月 - 2018年5月）[63]
- 東洋証券（2016年）[64]
- 花王「ビオレu アロマトリートメント ボディウォッシュ」（2016年）
- WOWOW「UEFA EURO 2016 マルシェ」（2016年）[65]
- ドクターデヴィアス  - 2017年11月よりイメージキャラクター
  - プラチナ ケルン「美の高みへと導く女性』」篇（2017年 - 2018年）
  - プラチナ ケルン「美の高みへ向かう女性」篇（2018年 - 2019年）
  - フレッシュPL GF100 リスボン「世界でひとり」編（2019年 - ）
- アルマード「チェルラーシリーズ」（2022年 - ）
- NPO法人日本腎臓病協会、アストラゼネカ 「慢性腎臓病啓発」（2022年10月 - ）[66]

### ライブ
- 遊佐未森 cafe mimo 〜桃節句茶会〜 Vol.12（2012年4月28日、東京 草月ホール） - ゲスト出演

### DVD
- 逸翁 雅俗の精華 小林一三コレクション - ナビゲーター

### アルバム
- 遊佐未森「いつでも夢を」（淡雪）（2012年1月18日発売）[13]
- 石丸幹二「メモリー duet with 檀 れい」（My Musical Life）（2015年11月25日発売）

### 声優としての活動

#### 劇場アニメ
- 豆富小僧（2011年4月29日公開） - 室田茜 役

#### 吹き替え
- 三銃士/王妃の首飾りとダ・ヴィンチの飛行船（2011年10月28日公開） - ミレディ・ド・ウィンター 役（ミラ・ジョヴォヴィッチ）
- ウィッシュ（2023年12月15日公開） - アマヤ王妃 役[67]

#### Webアニメ
- 幕末機関説 いろはにほへと（2006年10月6日 - 2007年4月6日、GyaO） - おりょう 役

#### ポッドキャスト
- 日本アーカイブス・京都二十四節気 - ナレーション

#### 音声ガイド
- 高野山開創1200年「高野山の名宝」展（2014年、サントリー美術館） - 音声ガイド

## 書籍
- Farewell Dan Rei（2005年5月16日、阪急コミュニケーションズ）ISBN 978-4484055084 - 檀れい さよなら写真集
- 檀れい写真集 Ray（2012年2月9日、マガジンハウス） ISBN 978-4838724024
- 檀れいの 今残しておきたい、日本の美しいものたち—手わざ恋々 和美巡り（2012年3月10日、講談社） ISBN 978-4062173117

## 受賞歴
1998年
- 年度賞（宝塚歌劇団） - 努力賞

2002年
- 年度賞（宝塚歌劇団） - 優秀賞

2007年
- 第61回毎日映画コンクール 新人賞 - 「武士の一分」
- 第80回キネマ旬報 新人女優賞 - 「武士の一分」
- 第49回ブルーリボン賞 新人賞 - 「武士の一分」
- 第30回日本アカデミー賞 新人俳優賞・優秀主演女優賞 - 「武士の一分」[68][69]
- 第44回ゴールデン・アロー賞 新人賞 - 「武士の一分」
- 第2回おおさかシネマフェスティバル 主演女優賞 - 「武士の一分」
- 第16回日本映画批評家大賞 新人女優賞 - 「武士の一分」[70]
- 第44回VOGUE JAPAN WOMAN OF THE YEAR

2008年
- 第32回エランドール賞 新人賞[71]
- 第5回ザビューティーウィークアワード

2009年
- 第32回日本アカデミー賞 優秀助演女優賞[72]

2011年
- 第12回ベストフォーマリスト

2012円
- 第23回ジュエリーベストドレッサー賞 40代部門

2014年
- 第11回COTTON USA AWARD 2014 Mrs.COTTON USA[73]